# Idioma kusaghe
Kusaghe es una Lengua oceánica hablada por unas 2.400 personas en la Isla Nueva Georgia, Islas Salomón.